# Pivot (handbol)

Situació de les diferents posicions de joc d'handbol

En handbol, el pivot és el jugador que a l'hora d'atacar se situa prop de l'àrea de gol, entre els defensors de l'equip contrari. A l'hora de defensar, se sol situa al centre de la defensa. Realitza unes funcions importants per a la victòria de l'equip, tals com:
- Creació d'espais: La posició de pivot a l'handbol és molt important per a crear espais per als companys d'equip amb la intenció que puguin superar als contrincants i marcar gols.
- Facilitació de jugades: Gràcies a la seva posició estratègica situada al centre de la defensa de l'equip adversari, facilita la realització de diverses jugades amb la intenció de marcar gols de forma sobtada alhora que desorganitza la defensa dels contrincants. Pel que té una gran influència en el rendiment tàctic de l'atac organitzat.
- Servei del pivot: El pivot és qui sol començar l'atac. Habitualment en reiniciar els atacs des de la mitja pista, fent un servei des del centre de la pista d'handbol, és el pivot qui té la pilota per a fer el servei inicial.
- Línia defensiva: És el central de funció durant la defensa, perquè està situat al centre de la línia defensiva, protegint la porteria juntament amb els seus companys dels contrincants, defensant alhora que també defensa al pivot atacant.
- Marcar gols: El pivot, com la resta de jugadors, s'ha d'encarregar de marcar el màxim de gols possibles i/o facilitar als seus companys per a fer-ho.